# Operació Gladio
L'Operació Gladio (o més comunament Gladio, del llatí gladium, «espasa curta») va ser una xarxa secreta anticomunista que va operar a l'Europa Occidental durant la Guerra Freda, vinculada a l'OTAN i patrocinada per l'Agència Central d'Intel·ligència (CIA) estatunidenca. El seu suposat objectiu era intentar fer front a una hipotètica invasió soviètica del país. El seu lema en llatí era silendo libertatem servo, el qual significa «en silenci, preserva la llibertat».
Encara que Gladio es refereix específicament a la branca italiana d'aquest entramat clandestí, també se sol utilitzar aquest nom per a referir-se a les seves ramificacions que van operar de manera similar en altres països europeus. La xarxa Gladio va cometre nombrosos atemptats i en algunes ocasions va intentar fer-los passar per obra de l'esquerra política.

## Història
L'Operació Gladio va ser ideada després de la Segona Guerra Mundial per la CIA i el MI6, i tenia com a objectiu preparar-se davant d'una eventual invasió soviètica d'Europa Occidental per mitjà de forces paramilitars d'elit disposades en diversos països capitalistes amb democràcia liberal o «burgesa». Aquests tenien contingents secrets, generalment sense el coneixement del govern corresponent, encara que sí amb el seu consentiment. Molts nazis derrotats en la Segona Guerra Mundial van ser després membres de Gladio que acceptava només «gent segura», és a dir, militants nacionalsocialistes allunyats del conservadorisme moderat i de l'esquerra política, lliurant-se d'aquesta manera dels judicis de guerra i, en molts casos, mantenint un alt nivell de vida.
Segons l'historiador suís Daniele Ganser, la xarxa Gladio va estar involucrada en actes terroristes durant els anomenats anys de plom (anni di piombo) a Itàlia de la dècada del 1970, enmig de l'anomenada «estratègia de tensió». Aquesta havia estat concebuda per a facilitar l'arribada d'un règim autoritari neofeixista per a fer front a un eventual govern del llavors poderós Partit Comunista Italià, que en les eleccions legislatives del juny 1976 havia obtingut un 34% dels sufragis.

Aquesta imatge és obra d'un soldat o empleat de l'exèrcit dels EUA feta durant la prestació oficial de servei

El nom de Gladio ha estat generalment aplicat a una sèrie d'organitzacions paramilitars de diversos països, tot i que el seu ús inicial era per a referir-se als paramilitars italians. Va ser descoberta i exposada el 24 d'octubre de 1990 per Giulio Andreotti, llavors President del Consell de Ministres d'Itàlia. En conseqüència, tant aquest país com Bèlgica i Suïssa van iniciar investigacions parlamentàries. La trama exposada va ser condemnada pel Parlament Europeu en una resolució del 22 de novembre de 1990, tot i que ningú no va ser condemnat per aquests fets i no es van desenvolupar les investigacions.
Les activitats de la xarxa Gladio consistien bàsicament en atemptats i campanyes de criminalització contra aquells grups polítics marxistes, anarquistes o independentistes que tenien suport social, a fi de trencar alhora l'hegemonia dels partits polítics tradicionalment al poder dels diferents països que no pertanyien al Pacte de Varsòvia, l'aliança militar formada pels països socialistes de l'antic Bloc de l'Est.
L'any 2005 Miguel Ángel Rodríguez Bajón publicà una novel·la titulada La trama Gladio. El títol d'aquest thriller polític fa referència a aquesta trama i al terrorisme d'Estat en general.

## Accions atribuïdes a Gladio
A més de preparar-se davant d'una possible invasió, aquestes forces de rereguarda van ser utilitzades per la CIA per a influir en la política d'alguns d'aquests països. Com a exemple, la implicació de Licio Gelli, cap de la lògia Propaganda Due (P2), Stefano Delle Chiaie, fundador d'Avanguardia Nazionale i involucrat en l'Operació Còndor, o Vincenzo Vinciguerra a la «estratègia de la tensió» a Itàlia.
A Itàlia, les massacres de Peteano (1972), de l'atemptat de la Piazza Fontana de Milà (1969), de l'atemptat de l'Estació de Bolonya (1980) i el cop d'estat fallit, el Cop Borghese (1970), han estat atribuïdes a Gladio. L'assassinat del primer ministre Aldo Moro, oficialment atribuït a les Brigades Roges el 1978, també s'ha vinculat a l'oposició de Gladio a la seva política de «compromís històric» entre la Democràcia Cristiana i el Partit Comunista Italià d'Enrico Berlinguer. Un informe parlamentari de 2000 fet per la coalició de centreesquerra L'Ulivo va concloure que: «l'estratègia de la tensió tenia com a objectiu impedir que el PCI, i en menor mesura al Nou PSI, accedís al poder executiu».
A Grècia, la xarxa Gladio va estar involucrada en la Dictadura dels Coronels que va governar el país a partir del cop d'estat de 1967 i fins al 1974. A Bèlgica, les massacres dels assassins de Brabant entre el 1982 i el 1985, les accions de l'organització d'extrema dreta fundada el 1981, Westland New Post, van ser atribuïdes al braç belga de Gladio. A França l'Organització de l'Exèrcit Secret (OAS) va ser creada per membres de Gladio. A la República Federal d'Alemanya, la xarxa va ser constituïda primer per Reinhard Gehlen, que era cap dels serveis secrets alemanys, ja anteriorment involucrat a ODESSA, l'organització que proporcionava refugi als nazis fugits. L'atac terrorista durant l'Oktoberfest de 1980 a Múnic, va ser protagonitzat per agents vinculats a Gladio.
A Turquia, la contraguerrilla, nom de la branca turca de Gladio, es va relacionar amb la Massacre de la plaça Taksim l'1 de maig de 1977 a Istanbul, així com el cop d'estat militar de 1980. A Moçambic, el cap de l'organització marxista Front d'Alliberament de Moçambic, Eduardo Mondlane, va ser assassinat per Aginter Press, el braç portuguès de Gladio.

### A l'Estat espanyol
A l'Estat espanyol, membres de la branca italiana de l'Operació Gladio, com Stefano delle Chiaie, van estar profundament infiltrats en els mecanismes de l'Espanya franquista i en l'estructura de poder de la Transició democràtica. Van ser contractats per a la Brigada Político-Social després del cop d'Estat avortat de 1970, durant el qual l'ultradretà Valerio Borghese havia ordenat a la Xarxa Stay Behind ocupar el Ministeri d'Interior a Roma. A més, van participar en els Fets de Montejurra el 1976, i van portar a terme la matança d'Atocha de 1977 a Madrid, en què van atacar una oficina d'advocats laboralistes vinculada al Partit Comunista i van assassinar cinc persones.